# Sylvie Nève
Sylvie Nève est une poétesse et une psychanalyste française née à Lille en 1958.

## Biographie
Sylvie Nèvevit à Arras, où elle exercera le métier de psychanalyste. On sait peu de choses sur son enfance, si l’on excepte les allusions autobiographiques disséminées ici ou là dans plusieurs de ses poèmes. Elle fait ses études secondaires au lycée Diderot de Carvin, où son professeur de français est le poète Jean-Pierre Bobillot. Tous deux resteront en relation et collaboreront fréquemment.
Très tôt (vraisemblablement dès 1977), elle fait la connaissance à Paris du poète wallon Didier Paschal-Lejeune, le fondateur et animateur de la revue Cheval d'attaque, ainsi que de ses principaux collaborateurs, dont Jean-Paul Séguin, Alain Frontier, André Martel l’inventeur du langage paralloïdre, ou André Blavier (Belgique), avec qui elle entretiendra une longue correspondance. En 1978, la plus grande partie du no 19 de la revue, soit 59 pages sur les 80 que comporte la livraison, lui est réservée ainsi qu’à son compagnon Jean-Pierre Bobillot.  
Elle collabore ensuite régulièrement à la revue Tartalacrème, dès sa fondation par Marie-Hélène Dhénin et Alain Frontier en février 1979. Ce sera pour elle l’occasion d’entrer en relation avec plusieurs poètes majeurs dont Jacques Demarcq, Jean-Luc Lavrille ou Bruno Montels.
Comme dans Cheval d'attaque, les textes que publie Sylvie Nève dans Tartalacrème alternent le plus souvent (mais pas toujours) avec ceux de Jean-Pierre Bobillot.
De nombreux textes de Sylvie Nève seront également publiés dans d’autres périodiques, parmi lesquels on peut citer "In'hui", la revue amiénoise dirigée par Jacques Darras, la revue liégeoise "Mensuel 25" de Françoise Favretto, la revue italienne "Offerta speciale" de Carla Bertola, "Java" (Jean-Michel Espitallier et Jacques Sivan), Action Poétique (Henri Deluy).
L’écrivain et philosophe Didier Moulinier, avec qui Sylvie Nève entretiendra d’étroits liens d’amitié et de travail, est également le fondateur des éditions Les contemporains favoris et publiera plusieurs de ses livres.
À l’œuvre écrit de Sylvie Nève, s’ajoutent ses très nombreuses prestations scéniques,  sa participation à des séances de lecture publique dans différents lieux culturels, en France et à l’étranger, ainsi qu’à plusieurs festivals internationaux comme ceux de "Polyphonix" (notamment en 1989, 1991 et 1996) ou le festival "Voix de la Méditerranée" de Lodève (en 2004). 
Du 24 au 31 août 1999, elle participe au colloque "Poésie sonore / poésie action", animé conjointement par Jean-Pierre Bobillot et Bernard Heidsieck, au Centre Culturel International de Cerisy-la-Salle .  
En juin 2011, elle obtient une résidence de 8 mois à la Médiathèque de Choisy-le-Roi.

## Réception de l’œuvre
Commentant son œuvre, Jean-Pierre Bobillot parle d’un "engagement" : selon lui, Sylvie Nève serait:« engagée à vif dans l’existence, individuelle et collective »et Didier Moulinier déclare à son propos : :« Partout, elle impose une douce et violente présence (…), celle d'une femme qui n'abdique rien. ». La plupart des critiques qui ont rendu compte de sa poésieinsistent sur les trois points qui à leurs yeux la définissent : son engagement poétique, l’invention du « poème expansé », les performances scéniques :

### L’engagement poétique
Les deux axes simultanés de son engagement, l’individuel et le collectif, apparaissent de façon particulièrement visible dans les 326 pages de son livre intitulé De partout,  sorte de long poème-journal tenu du 1er juillet au 30 juin 1989, dans lequel les « bribes d’autobiographie »se mêlent à l’interrogation géopolitique :« Un an de la vie d'une femme (…) La poésie sous le fatras du monde. (…). Un vent violent sous lequel l'auteur psalmodie le réel », écrit Jean-Claude Hauc. Dire le réel est difficile. De partout affronte cette difficulté.

### Le «poème expansé»
La poésie de Sylvie Nève consiste souvent en un dialogue avec les écrivains qui l’ont précédéeAlain Helissen parle d’une véritable « réécriture » et commence par citer la traduction-adaptation qu’elle a faite, en collaboration avec Jean-Pierre Bobillot, de plusieurs œuvres des XIIe et XIIIe siècles, les Congiés de Jean Bodel, ceux de Baude Fastoul, le Lai de Melion… C’est sous cette forme poétique qu’elle a baptisée « poème expansé » qu’elle a notamment « réécrit » les trois célèbres contes de Charles Perrault : Le petit Poucet, Peau d’âne, Barbe bleue ». Elle-même s’explique sur ce genre nouveau, qui n’est pas seulement, selon elle, une« glose lyrique amplifiée », mais aussi« une relecture, une attention quasi exhaustive portée ligne à ligne à tous les aspects sonores et signifiants du pré-texte. ». Le résultat consiste à chaque fois en un texte sensiblement plus long que le texte de départ : par exemple, Le Dormeur du val, qui, chez Rimbaud, ne comporte que 14 vers, s’amplifiera sur une dizaine de pages:« le poème expansé est le contraire du haïku ! ». D’autre part, quel que soit le texte de départ, son « expansion » est toujours écrite en vers. Sylvie Nève s’en est expliquée en 2011, devant le public de Choisy-le-Roi« Un vers, c’est court, et ça s’arrête sur la page…. C’est inconfortable, parce que ça ne raconte pas une histoire d’un bout à l’autre : ça s’arrête, et on est obligé de respirer avant de passer à la ligne. (…) j’aime ça, cet inconfort, et ce temps qui est offert au lecteur pour réfléchir sur ce qui vient d’être écrit ou d’être dit… » Autrement dit, la versification n’est pas là pour générer une cadence, mais pour briser et trouerle discours continu de la prose. Par ces deux caractéristiques (l’expansion d’une part, le vers d’autre part), Sylvie Nève ressuscite et renouvelle de façon inédite le genre de la paraphrase qui fut pratiqué aux XVIe et XVIIe siècles.

### La poésie sur scène
Depuis 1978, Sylvie Nève a donné de très nombreuses lectures publiques de ses propres textes. Ces lectures publiques, données dans toutes sortes de lieux culturels (Maisons de la culture, Centre Georges-Pompidou, théâtres, écoles d'Art, musées, galeries, festivals de poésie, etc.), qu’elles soient exécutées en solo, ou en duo avec Jean-Pierre Bobillot, ou bien encore accompagnée par un(e) comédien(ne)  ne se contentent pas de prononcer à voix haute un texte écrit : elles sont autant de lectures-performances (voir performance (art)) ou de lectures-action. Dans plusieurs d’entre elles, elle s’est adjoint le concours de musiciens. Ainsi, au mois d’avril 2007, son poème sur la Bande de Gaza donne lieu à un oratorio, avec voix parlées et voix chantées, musique composée par Éric Daubresse ; ou bien encore, le 24 août 2014, au théâtre d’Arras, les percussions de Louise Moulinier et Sylvie Reynaert dialoguent avec la lecture par Sylvie Nève de ses Lettres à Madame de Sévigné.

## Principales publications

### Livres
- Anonismes, Beauvais, éditions Le Lumen, 1980
- Effraction (les sales petites rides), Béthune, éditions Brandes, 1986 (avec J.-P. Bobillot)
- Erotismée, Saint-Nicolas-lès-Arras, éditions Électre, 1987.
- Une Descente aux enfers, Boulazac, éditions La Poire d’Angoisse, 1986
- Libretto, ma non troppo, Ougrée (Belgique), Atelier de l’agneau, collection 25, 1988 (avec J.-P. Bobillot)
- Électre & Cie (cassette de 46 min), éditions Électre, 1989 (avec J.-P. Bobillot)
- Poésie syllabique (fragments), La Souterraine, éditions La Main Courante, 1991 (avec J.-P. Bobillot et une intervention plastique de Jacques Taris)
- L’Homme qui sue, éditions de Garenne, 1991
- Chichi le chevalier trempé, Cordialité de la rouille, 1991 (avec Michel Valprémy)
- L’Écume des Mots — petit lexique à quatre mains, Bassac, éditions Plein Chant, 1992 (avec J.-P ; Bobillot et 7 écumes de Jean-Luc Brisson
- De Partout, Les Contemporains, 1992  (ISBN 2-9091-40-02-4)
- Les Congés de Jean Bodel « entremis » de l’ancien français, Centre Régional de la Photographie Nord/Pas-de-Calais, Douchy (1993 : avec J.-P. Bobillot ; traduction ; photographies de Marc Trivier)
- PoèmeShow — textes de scènes (+ CD), Arras, éditions Les Contemporains favoris, 2000  (avec J.-P. Bobillot)  (ISBN 2-909140-09-1)
- Suite en sept sales petits secrets, Atelier de l’agneau, 2001
- Érotismées, Atelier de l’agneau, mars 2006
- Poème du Petit Poucet, éditions Trouvères&compagnie, mai 2007  (ISBN 978-2-9527510-0-1) (BNF 41065217)
- Peau d’âne, poème expansé, éditions Trouvères&compagnie, mai 2008  (ISBN 2-914640-88-9)
- Mettre des mots sur ça, éditions L'âne qui butine, coll. Pamphlet, 2008
- Barbe Bleue, éditions Trouvères&compagnie, 2010
- Poèmes expansés, …, Elne, Voix éditions, 2010
- En Mer En Vers, édition Les Contemporains favoris, Collection Œuvres complètes", juin 2016
- Bande de Gaza, Atelier de l'agneau, octobre 2016
- Abêtcédaire, couverture, calligraphie et illustrations de Catherine Denis, édition Les Hauts Fonds, 2018.

### Livres-objets
- Gisants, par Mieille Desidéri, Gérard Duchêne, Lucien Suel, Sylvie Nève, 2002
- Les Congés de Jean Bodel, parJean-Pierre Bobillot, Sylvie Nève, Luc Brévart, J.C.Ourdouillie, P. Vandrotte, 2002
- Nos beaux corps, par Mireille Désidéri, Sylvie Nève, 2004
- Fragments romains, par Mireille Désidéri, Gérard Duchêne, Lucien Suel, Sylvie Nève, etc., 2006

### Participation à des livres collectifs
- Une coupe au Nord, Ecbolade, 1994
- Poèmes accordés, Marais du livre, 2002
- Polyphonix, Centre Pompidou, Léo Scheer, 2002
- La voix osseuse, Sils Maria, 2003
- Balade en Pas-de-Calais, Sur les pas des écrivains, éd. Alexandrines, 2006

### Quelques textes publiés en revues
- Mon Rimbaud, poème expansé du Dormeur du val, dans Parade Sauvage, décembre 2004
- Questions à Arthur Rimbaud (extraits), dans Action Poétique, décembre 2004
- Peau d’âne, dans L’Enfance, avril 2005
- Questions à Arthur Rimbaud, dans Le Fram, été 2005
- La crème des souvenirs, dossier Tartalacrème, dans Fusées no 8, septembre 2006